# Ptilodexia rufipennis
Ptilodexia rufipennis là một loài ruồi trong họ Tachinidae.